# Zwartkruinbergtoekan
De zwartkruinbergtoekan (Andigena laminirostris) is een vogel uit de familie Ramphastidae (Toekans).

## Verspreiding en leefgebied
Deze soort komt voor van zuidwestelijk Colombia tot zuidelijk Ecuador.

## Status
De grootte van de populatie is niet gekwantificeerd maar de soort wordt omschreven als vrij algemeen. Omdat de aantallen vrij snel achteruitgaan wegens verlies aan geschikt habitat heeft deze soort op de Rode lijst van de IUCN de status gevoelig.